# Hargittay Emil
Hargittay Emil (Budapest, 1953. április 8.) irodalomtörténész, egyetemi tanár.

## Életpályája
Szülei Hargittay Emil gépészmérnök (1926-1984) és Kőszeghy Mária. 1972-1977 között az ELTE BTK magyar-könyvtár szakos hallgatója volt. 1977-1999 között az ELTE BTK régi magyar irodalomtörténet tanszékének tanára volt. 1993-1995 között az Országos Köznevelési Tanács tagja volt. 1993-tól az Universitas Könyvkiadó vezetője. 1993 óta a Pázmány Péter Tudományegyetem Bölcsészettudományi Karának egyetemi tanára; 1997-2000 között és 2006-2009 között dékánhelyettese volt. 2001 óta a Magyar Irodalomtudományi Intézet vezetője. 2002-2005 között a Sík Sándor Tanáregylet elnöke volt. 2004 óta a Magyar Akkreditációs Bizottság irodalomtudományi szakbizottságának tagja. 2005 óta a Magyar Tudományos Akadémia Irodalomtudományi Bizottságának titkára.
Kutatási területe a XVII. századi magyar politikai gondolkodás története; Pázmány Péter műveinek kritikai kiadása.

## Magánélete
1975-ben házasságot kötött Szentes Évával. Két fiuk született: Gergely (1976) és János (1981).

## Művei
- Régi magyar levelestár XVI-XVII. század I.-II. (1981)
- Hatvanhat csúfos gajd. XVI-XVIII. századi magyar csúfolók és gúnyversek (1983)
- Bod Péter: Szent Hilárius (1987)
- Csáky István: Politica philosophiai Okoskodás-szerint való rendes életnek példája (1992)
- Pázmány Péter: Igazságra vezérlő kalauz (1993)
- Balassi Bálint-Dobokay Sándor: Campianus Edmondnak tíz okai (1994)
- Bevezetés a régi magyar irodalom filológiájába (szerkesztette, 1996)
- Irodalmi kávéházak Pesten és Budán (Szentes Évával, 1997)
- Siralmas jajt érdemlő játék (Bajáki Ritával, Bene Sándorral, 1997)
- Pázmány Péter: Felelet (2000)
- Pázmány Péter és kora (2001)
- Gloria, fama, literatura. Az uralkodói eszmény a régi magyarországi fejedelmi tükrökben (2001)
- Textológia és forráskritika. Pázmány-kutatások 2006-ban; szerk. Hargittay Emil; PPKE BTK, Piliscsaba, 2006 (Pázmány irodalmi műhely Tanulmányok)
- Filológia, eszmetörténet és retorika Pázmány Péter életművében; Universitas, Bp., 2009 (Historia litteraria)

## Díjai
- DAAD-ösztöndíj (1992, 1996, 2000)
- Széchenyi professzor ösztöndíj (2000-2003)